# Johan Trandem
Johan Gustav Trandem (* 23. Juli 1899 in Eidskog; † 29. Dezember 1996 ebenda) war ein norwegischer Diskuswerfer und Kugelstoßer.

## Karriere
Bei den Olympischen Spielen 1928 in Amsterdam kam er im Diskuswurf auf den achten und im Kugelstoßen auf den 13. Platz.
1922, 1923 und 1924 wurde er Norwegischer Meister im Diskuswurf und 1925 im Kugelstoßen.

## Persönliche Bestleistungen
- Kugelstoßen: 13,81 Meter, 4. Oktober 1925, Halden
- Diskuswurf: 44,60 Meter, 2. September 1928, Eidskog